# Ley de compensaciones por exposición a la radiación
La Ley de compensación por exposición a la radiación de los Estados Unidos (RECA) es un estatuto federal que establece la compensación monetaria de las personas, incluidos los veteranos atómicos, que contrajeron cáncer y una serie de otras enfermedades específicas como resultado directo de su exposición a las pruebas nucleares atmosféricas realizadas por el Estados Unidos durante la Guerra Fría, o su exposición al gas radón y otros isótopos radiactivos durante la extracción, la molienda o el transporte de mineral de uranio.
La Ley prevé las siguientes compensaciones:
- US$50.000 para personas que residen o trabajan en el  emplazamiento de pruebas de Nevada
- US$75.000 para trabajadores que participaron en pruebas con armas nucleares atmosféricas
- US$100.000 para mineros, molineros y transportadores de mineral de uranio.

En todos los casos existen requisitos adicionales que deben cumplirse (prueba de exposición, establecimiento de la duración del empleo, establecimiento de determinadas condiciones médicas, etc.).

## Orígenes
Los intentos de promulgar la legislación se remontan a finales de la década de 1970. En su quinto borrador, el senador por Massachusetts Ted Kennedy patrocinó un proyecto de ley titulado Ley de compensación por exposición a la radiación de 1979. El proyecto de ley tenía la intención de ofrecer compensación a las personas expuestas a las consecuencias de las pruebas de armas nucleares y a los mineros de uranio vivos (o sus supervivientes) que habían trabajado en Utah, Colorado, Nuevo México y Arizona entre el 1 de enero de 1947 y el 31 de diciembre de 1961.
El proyecto de ley proponía pagar una compensación a las personas que vivieran dentro de las áreas prescritas durante al menos un año, a las personas que "murieron de, tienen o han tenido, leucemia, cáncer de tiroides, cáncer de huesos o cualquier otro cáncer identificado por una junta asesora de salud efectos de la radiación y la exposición al uranio".
Las áreas de lluvia radiactiva enumeradas por el proyecto de ley incluyen los condados de Utah y Nevada.
Los condados de Utah incluían Millard, Sevier, Beaver, Iron, Washington, Kane, Garfiend, Piute, Wayne, San Juan, Grand, Carbon, Emery, Duchesne, Uintah, Sanpete y Juab. Las "áreas afectadas" de Nevada se enumeraron como los condados de White Pine, Nye, Lander, Lincoln y Eureka. El proyecto de ley, tal como estaba redactado, también habría compensado a los ganaderos cuyas ovejas murieron después de las pruebas de armas nucleares "Harry" (13 de mayo de 1959) y "Nancy" (24 de mayo de 1953).
Transcurrieron doce años antes de que finalmente se promulgara un proyecto de ley similar, que agregó a los mineros de uranio que trabajaban en Wyoming a la lista y extendió la tasa de fecha elegible para los mineros empleados entre 1947 y 1971. En el proyecto de ley exitoso se escribió que el Congreso "se disculpa en nombre de la nación" a las personas que fueron "involuntariamente sometidas a un mayor riesgo de lesiones y enfermedades para servir a los intereses de seguridad nacional de los Estados Unidos".
Inicialmente se esperaba que se pagaran cientos de reclamaciones de indemnización en virtud de la Ley, una cifra que luego resultó ser una subestimación enorme.

## Implementación
La Ley de compensación por exposición a la radiación fue aprobada por el Congreso el 5 de octubre de 1990 y promulgada por el presidente George HW Bush el 15 de octubre.
En algunos casos, resultó extremadamente difícil para las personas recibir su compensación, incluidos los casos presentados por las viudas de los mineros de uranio. Debido a que muchos mineros de uranio eran nativos americanos, no tenían las licencias de matrimonio estándar requeridas para establecer una conexión legal con el fallecido. En 1999, se publicaron revisiones en el Registro Federal para ayudar a realizar reclamaciones de adjudicación. Muchos mineros y sus familias encontraron el papeleo difícil y las calificaciones limitadas y se les negó la compensación.
En 2000, se aprobaron enmiendas adicionales que agregaron dos nuevas categorías de reclamantes (molinos de uranio y trabajadores del mineral, ambos elegibles para recibir tanto dinero como los mineros de uranio), agregaron regiones geográficas adicionales a las disposiciones de "downwinder", cambiaron algunas de las enfermedades reconocidas, y redujo el umbral de exposición a la radiación para los mineros de uranio.
En 2002, se aprobaron enmiendas adicionales como parte de otro proyecto de ley, principalmente arreglando varios errores de redacción en las enmiendas anteriores (que habían eliminado accidentalmente ciertas áreas geográficas de la ley original) y aclararon varios puntos.

## Elegibilidad
Para ser elegible para la compensación, un trabajador de la industria del uranio afectado debe haber desarrollado cáncer de pulmón, fibrosis pulmonar, cor pulmonale relacionado con fibrosis pulmonar, silicosis o neumoconiosis después de su empleo. En el caso de los trabajadores de las plantas de uranio y los transportistas de mineral, el cáncer renal y enfermedad renal crónica también son condiciones compensables.

## Estado de reclamaciones
Al 15 de julio de 2012, se habían aprobado 25.804 reclamos bajo la ley (con 9.869 denegados), gastando un total de US$1.707.998.044.
Al 19 de noviembre de 2013, se habían presentado 43.068 reclamaciones, denegándose 11.619 de estas, 748 pendientes, y se adjudicaron 30.701. Estos números no incluyen las Islas Marshall.
Al 2 de marzo de 2015, se habían pagado más de US$2 mil millones en compensación total a 32,000 reclamantes exitosos en virtud de la Ley.
Al 16 de marzo de 2016, se habían otorgado reclamaciones satisfactorias a 19.555 downwinders, 3.963 participantes in situ, 6.214 mineros de uranio, 1.673 molineros de uranio y 328 transportistas.
Al 20 de abril de 2018, se habían aprobado 34.372 reclamaciones en total con una indemnización total pagada de US$2.243.205.380.